# Kata Bethlen

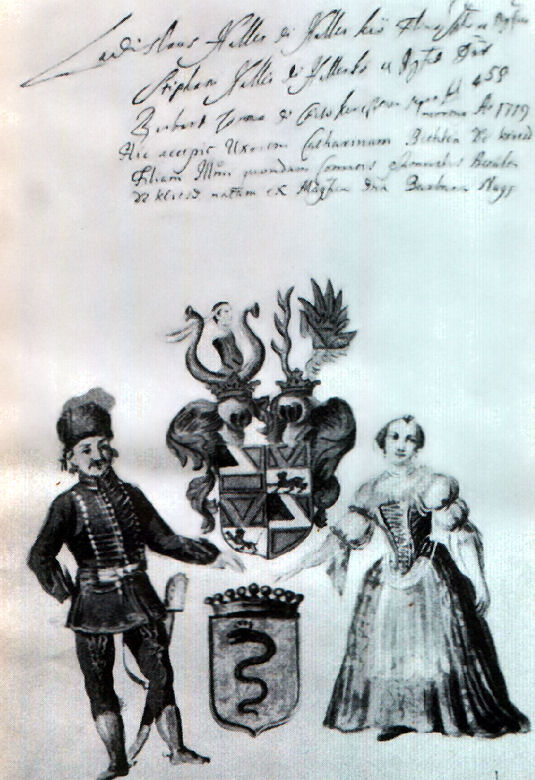
Kata Bethlen und ihr erster Ehemann László Haller (aus der Familienchronik der Familie Haller)

Kata Bethlen von Bethlenfalva (* 25. November 1700 in Bonyha, Siebenbürgen; † 29. Juli 1759 in Fogaras) war eine ungarische Förderin des protestantischen Glaubens in Siebenbürgen und Schriftstellerin des Barock.

## Leben

### Jugend und Ehestand
Die Gräfin Kata (Katharina) Bethlen de Bethlenfalva wurde in Bonyha (dt. Bachnen) im ehemaligen Komitat Maros-Torda als viertes Kind des Samuel Bethlen und dessen Ehefrau Barbara (ung. Borbála) Nagy de Borsa (*~1666) geboren. Ihr Vater, Graf Samuel Bethlen (* 1. Dezember 1663, † 7. Februar 1708), war Obergespan des Komitats Klein-Kokelburg und der weltliche Kurator des Evangelisch-Reformierten-Kollegiums von Nagyenyed (dt. Straßburg am Mieresch).
Nach dem frühen Tode des Vaters wurden die fünf minderjährigen Kinder unter schwierigsten Umständen vorerst allein von der Mutter erzogen. Da die Bethlens Sympathisanten des ungarischen Freiheitskämpfers Franz II. Rákóczi waren, befürchtete Borbála Nagy de Borsa Repressalien von der Seite der Habsburger. Deshalb ging sie eine zweite Ehe mit dem verwitweten István Haller de Hallerkeő (* 1657) ein, der ein Repräsentant der Habsburger in Siebenbürgen war. István de Hallerkeő war katholisch, hinderte jedoch seine Frau sowie die Stiefkinder nicht in der Ausübung ihres evangelischen Glaubens.

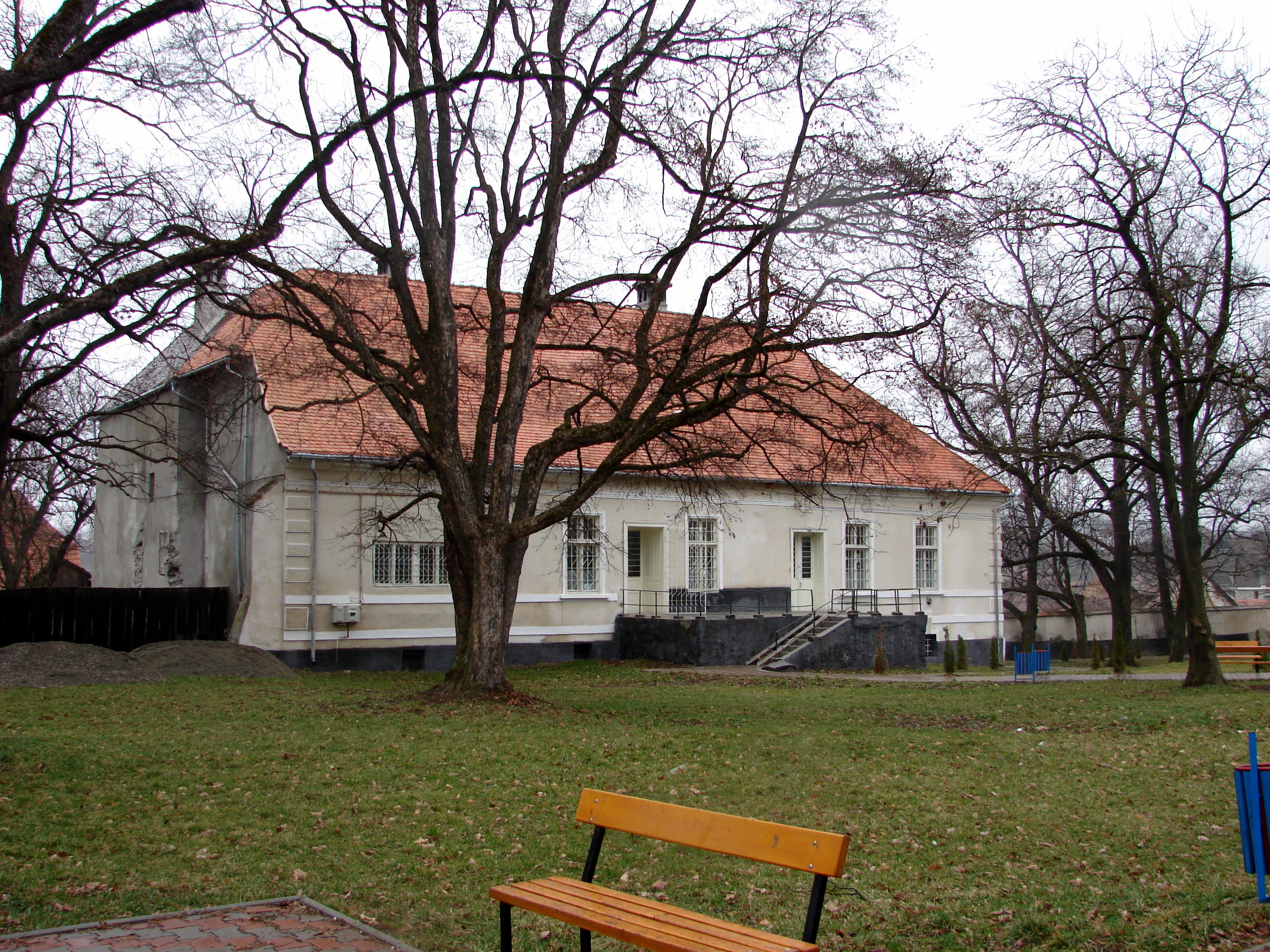
Gutshaus der Kata Bethlen in Warmbach an der Olt

Kata, ein in evangelisch-reformierten Glauben aufgewachsenes und in diesem Glauben tief verwurzeltes Mädchen, wurde im Jahre 1717 mit dem Lieblingsstiefsohn ihrer Mutter, dem Katholiken László Haller de Hallerkeő (* 1697, † 1719) zwangsverheiratet. Vor der Eheschließung versuchte der katholische Klerus Kata zum Übertritt zum katholischen Glauben zu bewegen, was von Kata jedoch strikt zurückgewiesen wurde. In ihren Memoiren schreibt Kata Bethlen über den Druck, zum Katholizismus zu konvertieren, die Antwort, welche sie den katholischen Bischof in dieser Angelegenheit gab: „Weder sie, noch sonst wer könnte mich dazu bewegen, dass ich meinen jetzigen Glauben verlasse!“ Im Jahre 1718 wurde Kata nach einer schweren Geburt von Zwillingen entbunden, die Tatsache, dass die Kinder gegen den Willen der Mutter katholisch getauft wurden, erhöhte die Glaubensdifferenzen zwischen den Eheleuten so sehr, dass Kata zu ihrem Ehemann sagte: „Dieser wahrhaftige Gott, welchen ich seit meiner Kindheit verehre, und auch jetzt noch anbete, möge mir die Gnade erweisen, dass wir (entweder) nach einem Jahr geschieden sind, oder er nehme entweder mich, oder Euer Gnaden (gemeint ist der Ehemann) von dannen.“ Dieser 'Wunsch' ging in Erfüllung, im Jahre 1719 brach die Pest aus, die auch ihren Ehemann hinweg raffte, Kata Bethlen wurde mit 19 Jahren zum ersten Mal Witwe.
Im Jahre 1722 heiratete Kata Bethlen den um viele Jahre älteren Graf József Teleki de Szék (* 1674, † 1732), mit dem sie – trotz des Altersunterschiedes – eine glückliche Ehe führte, aus der drei Kinder (Zsigmond, Gábor und Kata) hervorgingen. In ihren Memoiren schreibt sie: „Endlich durfte ich im wahren Glauben und in der wahren Religion, gemeinsam mit meinem geliebten Gemahl mit Herz und Mund meinen allmächtigen Gott loben und preisen!“
In den ersten Jahren ihrer Ehe mit József Teleki entbrannte ein Streit mit der Familie Haller um die religiöse Erziehung der beiden Kinder Paul und Barbara aus der Ehe mit László Haller. Graf József Teleki versuchte diesen Konflikt zu schlichten, indem er zusagte, den katholisch getauften Paul Haller auch in diesen Glauben zu erziehen. Diese Zusicherung reichte der Familie Haller jedoch nicht aus. Sie klagten um die Herausgabe der Kinder und selbst der Wiener Hof wurde in diesen Konflikt eingeschaltet. Nach einer Drohung des Hofes, die Kinder der Mutter mit Militärgewalt zu entziehen, entschloss sich Kata Bethlen, die Kinder am 25. Dezember 1725 freiwillig an die Familie Haller zu übergeben.

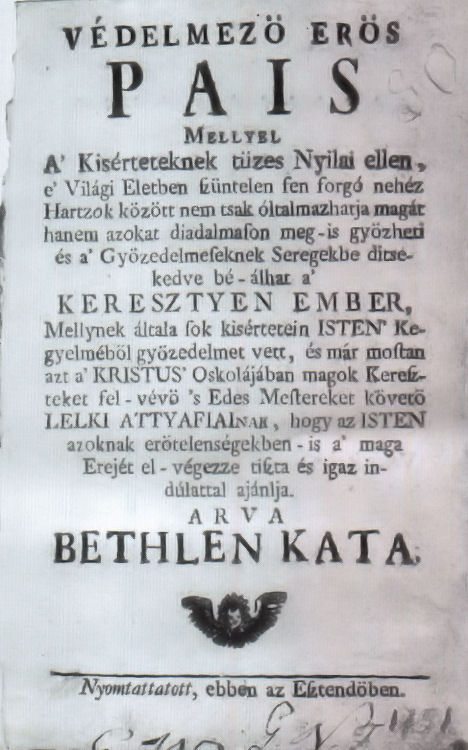
Védelmezö erös pass (dt. etwa: „Ein starker Verteidigungsschild“), religiöse Schrift von Kata Bethlen, erschienen 1759.

Im Jahre 1731 ereilte Kata Bethlen ein weiterer Schicksalsschlag: alle drei Kinder aus der Ehe mit József Teleki starben im selben Jahr. Ein Jahr später verlor sie auch ihrem Ehemann. Seit dieser Zeit nannte sie sich „Die verwaiste Kata Bethlen“ (ung. Árva Bethlen Kata). Unter diesem Namen wurde sie auch in der ungarischen Literatur bekannt.

### Witwenschaft
Nach dem Tode ihres zweiten Ehemannes wurde sie von der Familie Teleki aufgefordert auf das Vermögen ihres verstorbenen zweiten Mannes zu verzichten, woraus sich ein weiterer jahrelanger Justizstreit entwickelte. Dieser Streit endete im Jahre 1737 mit einem Vergleich, wonach Kata Bethlen auf die Hälfte des Vermögens ihres Mannes verzichten musste.
Kata Bethlen war zeitlebens eine starke Unterstützerin der Protestanten. Mit zahlreichen Spenden förderte sie religiöse Einrichtungen. Im 'Warmach man der Olt' – auch als 'Warmwasser' bekannt (ung. Olthévíz, rum. Hoghiz) wo sie seit 1725 mit ihrem zweiten Ehemann lebte, unterstützte sie die ev.-reformierte Kirche mit bedeutenden Zuwendungen. So ließ sie im Jahre 1737 in Warmbach zuerst ein Holzkirche errichten, die sie elf Jahre (1748) später durch einen Steinbau ersetzten und ein Pfarrhaus erbauen ließ. Statt ihrer verlorenen und verstorbenen Kinder gehörte ihre gesamte Zuwendung ihren protestantischen Glaubensgenossen, deren Wohlergehen ihr sehr am Herzen lag. Ihre beiden lebenden Kinder aus ihrer ersten Ehe mit László Haller wandten sich gänzlich von der Mutter ab, bis an ihr Lebensende unterhielt Kata Bethlen zu ihnen keinen Kontakt.

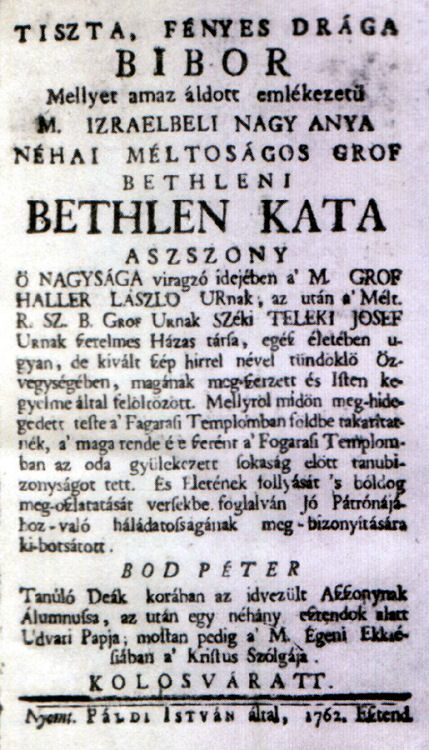
Denkschrift an Kata Bethlen geschrieben von ihrem Hofprediger Péter Bod.

Im Jahre 1758 ließ sie in Fogarasch die aus Ziegeln erbaute Reformierte Kirche nach einem Brand neu errichten. Aus den Erträgen ihrer Güter unterstützte sie auch tatkräftig die evangelisch-reformierten Prediger. Besondere Zuwendung erhielt auch Péter Bod, der seit 1743 Hofprediger der Kata Bethlen wurde.
Kata Bethlen besaß auch eine sehr wertvolle Bibliothek, die sie testamentarisch der Bibliothek des Reformierten Kollegiums von Straßburg am Mieresch hinterließ.
Kata Bethlen starb am 29. Juli 1759 in Fogarasch. Ihrem eigenen Wunsche entsprechend wollte sie in einem Erdgrab – neben ihrer Mutter – bestattet werden. Diesen Entschluss – nicht in einer Krypta bestattet zu werden – führte sie auf die Heilige Schrift zurück, wo es heißt „Denn Staub bist du und zum Staub kehrst du zurück.“ (Gen 3,19). Ihr Grab befindet sich vor der – von ihr wieder hergestellten – Reformierten Kirche in Fogarasch.

### Hauptwerke
Kata Bethlen war auch schriftstellerisch tätig. Zahlreiche Werke von ihr erschienen auch im Druck. Die bedeutendsten Schriften sind:
- Bujdosásnak emlékezetköve (Debreczin, 1733)
- Védelmező, erős paizs (Hermannstadt, 1759)
- Gróf Bethleni Bethlen Kata életének maga által való rövid leírása (1762)[12]